# Ben Wheatley
Ben Wheatley (Billericay, Essex, 1972–) angol filmrendező.

## Filmográfia

### Film
| Év   | Magyar cím               | Eredeti cím                                     | Feladatkör | Feladatkör | Feladatkör      | Feladatkör |
| Év   | Magyar cím               | Eredeti cím                                     | Rendező    | Író        | Vezető producer | Vágó       |
| ---- | ------------------------ | ----------------------------------------------- | ---------- | ---------- | --------------- | ---------- |
| 2009 |                          | Down Terrace                                    | Igen       | Igen       | Igen            | Igen       |
| 2011 | Halállista               | Kill List                                       | Igen       | Igen       | Nem             | Igen       |
| 2012 | Vérturisták              | Sightseers                                      | Igen       | Nem        | Nem             | Igen       |
| 2012 |                          | The ABCs of Death (U Is for Unearthed szegmens) | Igen       | Nem        | Nem             | Igen       |
| 2013 | Valahol Angliában        | A Field in England                              | Igen       | Nem        | Nem             | Igen       |
| 2014 |                          | The Duke of Burgundy                            | Nem        | Nem        | Igen            | Nem        |
| 2014 |                          | ABCs of Death 2                                 | Nem        | Nem        | Igen            | Nem        |
| 2015 |                          | High-Rise                                       | Igen       | Nem        | Nem             | Igen       |
| 2015 |                          | Aaaaaaaah!                                      | Nem        | Nem        | Igen            | Nem        |
| 2015 |                          | Tank 432                                        | Nem        | Nem        | Igen            | Nem        |
| 2016 | Össztűz                  | Free Fire                                       | Igen       | Igen       | Nem             | Igen       |
| 2016 |                          | The Greasy Strangler                            | Nem        | Nem        | Igen            | Nem        |
| 2016 |                          | The Ghoul                                       | Nem        | Nem        | Igen            | Nem        |
| 2018 |                          | Happy New Year, Colin Burstead                  | Igen       | Igen       | Nem             | Igen       |
| 2018 |                          | In Fabric                                       | Nem        | Nem        | Igen            | Nem        |
| 2020 | A Manderley-ház asszonya | Rebecca                                         | Igen       | Nem        | Nem             | Nem        |
| 2021 | Földmély                 | In the Earth                                    | Igen       | Igen       | Nem             | Igen       |
| 2023 | Meg 2. – Az árok         | Meg 2: The Trench                               | Igen       | Nem        | Nem             | Nem        |